# داني جونسون
داني جونسون (بالإنجليزية: Danny Johnson)‏ (28 فبراير 1993 ميدلزبرة المملكة المتحدة - ) هو لاعب كرة قدم بريطاني يلعب كمهاجم.

## روابط خارجية
- داني جونسون على موقع قاعدة بيانات كرة القدم.إي يو (الإنجليزية)
- داني جونسون على موقع Soccerbase.com (لاعب) (الإنجليزية)
- داني جونسون على موقع Soccerway.com (الإنجليزية)
- داني جونسون على موقع عالم كرة القدم.نت (الإنجليزية)